# WHOIS
WHOIS（フーイズ）は、インターネット上でのドメイン名・IPアドレス・Autonomous System (AS) 番号の登録者等をデータベースから検索するためのプロトコルで、RFC 3912として規格化されている。人間が判読できるテキストフォーマットで応答されるのが特徴である。WHOISプロトコル上で提供されるサービスは、RDDS(Registration Data Directory Services)と呼ばれるディレクトリサービスであり、具体的にはTCPベースでクエリ（質問）・レスポンス（応答）を送り、データベース検索を行うプロトコルである。
後継のプロトコルはRDAPである。
類似プロトコルとして「RWhois(Referral Whois)」が、RFC 1714のちRFC 2167として公開されている。これはWHOISを改良したプロトコルで、任意のRWhoisサーバーにクエリを送れば、正しいサーバーにリダイレクトされる利点があるが、ポート番号が4321と別サービスであり、従来のWHOISとも直接的な互換性はない。RWhoisは、IPアドレスをエンドユーザーに割り当てした情報を、RIRのWHOISに登録して公開するのではなく、割り振りを受けたネットワーク事業者が設置したRWhoisサーバーで登録して公開する方法として採用されている。
WHOISの記録（レコード）は、各種資源（ドメイン名、IPアドレス、AS番号）がインターネットに接続されるために必要とされる技術的情報や登録・有効期限、登録者情報を公示する役割を持っている（詳細は「クエリの例」を参照）。しかし、個人情報保護の強化により、登録者公示の役割を終えつつある。

## プロトコルの概要と歴史
WHOISサーバーは、TCPポート43番を使用し待ち受ける。クライアントはサーバーに接続後、コマンドラインとして検索キー（クエリ）を送信すると、サーバーはデータベースを検索し、即時にクライアントに対してテキストメッセージで応答後、接続は閉じられる。
コマンドラインインタフェース(CUI)でアクセスすることを前提とした時代のプロトコルであるため、きわめて単純な数回のコマンドのやりとりで済むことから、グラフィカルユーザインタフェース(GUI)中心である現代においても、簡便なCUIで使用されることもある。現在では主流のウェブベースのWHOISクライアント(「Whois検索」や「Whois Lookup」と俗称される)でも、内部的にはWHOISサーバに接続して検索を実行している。
WHOISは登場した当初から、ディレクトリサービスを提供する目的ではあったが、登録されている内容は時代により違いがある。WHOIS初期のARPANET（アーパネット）とインターネット黎明期の時代では、ネットワークそのものが限定的であり、ARPANETのディレクトリサービスに登録されていないと接続できない制約もあったことから、各々のネットワーク利用者の連絡先を登録し、互いに連絡を取り合えるようにする内部的な名簿のようなものであった。
プロトコルとしては、1977年にRFC 742として公開されたNAME/FINGERプロトコルを、ARPANETのNICNAMEプロトコルとして実装したものが起源で、1982年にRFC 812としてNICNAME/WHOISが公開された。
1983年には、ARPANETが軍事ネットワーク（MIL Net）とARPR Internetに分離、後の1990年にアメリカ科学財団(NSF)のCSNETネットにARPA Internetを統合し、インターネットに移行していったが、ドメイン登録情報の管理は引き続きアメリカ国防総省の下部組織、国防高等研究計画局（DARPA）が担っていた。
1984年のRFC 920によりドメイン名(現代のgTLD)の登録手順が示され、ドメインの管理責任者及び技術担当者の連絡先はWHOISで公開されるようになった。当時はドメイン名の登録を受けるには50台以上のホストを登録することなど要件や審査があり、登録後もそのドメイン内のホストについて責任者は全責任を負わなければいけない等厳格な規定があった。
1999年1月1日から、旧IANA（歴史的経緯により、コンピュータサイエンスの研究者であるJon Postelが管理していた複数のインターネット資源を管理する機能の名称）を1998年に設立した非営利団体ICANNの部門として吸収合併したことにより、IPアドレスやAS番号のWHOISが移管、更に同年12月1日には、gTLDのうちcom、net、orgの管理もDARPAからICANNのIANAに移管された。その名残で、今もIPアドレスやドメイン名のルートWHOISサーバーは、whois.iana.orgである。WHOISは現代のようなドメイン名、IPアドレス、AS番号（各種資源）の登録者等のデータベースを検索するプロトコルとして再出発し、同時にWHOISサーバーも分離した。
2004年に、WHOISプロトコルを置き換える目的で、IETFは、ドメイン名とネットワーク番号に関する全く新しい検索システムとして、仮称CRISP (Cross Registry Information Service Protocol) の策定を開始し、2008年にRFC 5144としてInternet Registry Information Service (IRIS)を公開したものの、普及しなかった。
2015年3月にはIETFが、改めてWHOISの代替プロトコルとして「RDAP(Registration Data Access Protocol)」を正式決定し、RFC7480～7484として公開された。RDAPは機械的処理を目的とし、フォーマットが統一されている利点などがあるが、従来のWHOISのようなテキストフォーマットではないため、人間が直接判読することには適していない。
2023年4月30日（同年8月7日発効）　後継となるRDAPの運用要件が、ICANNのレジストラ及びレジストリ契約に規定された。同時に、WHOISプロトコルによるRDDS(Registration Data Directory Services)サービスを提供する義務が2025年1月28日に終了することが決定した。
2025年1月をもって、gTLDレジストリ及びレジストラはgTLDドメインでのWHOISプロトコルによるディレクトリサービスを提供する義務がなくなり、後継のRDAPを提供することとなった。RDAPプロトコルによるクライアントの場合は、「RDAP Lookup」のように呼ばれているが、ccTLDでのRDAPは義務でなくWHOISサービスも存続しているため、WHOISとRDAPの両方を取得している場合もあるため、「WHOIS検索」と称している場合もある。  

## WHOISとプライバシー
初期のWHOISサーバは、現代のように悪意を持った不特定多数からの利用を想定しておらず、非常に甘い実装で、ワイルドカード検索が可能であった。人名の一部、メールアドレスの一部で検索ができたことから、キーワードの組み合わせによっては、管理者名から管理しているすべてのドメインを検索することや、特定のドメインに属するすべてのユーザーのメールアドレスを取得することなど、多くの情報を取得可能であった。当時の時代背景として、個人情報保護という考えが一般にはほとんどなかったことや、ドメイン名取得し管理することの責任の重さがあり、もし不適切な運用（倫理的、技術的）等があった際の自律的解決を目的として連絡先を公開していたものであった。
2000年代に入り、インターネットが一般大衆に広く利用されるようになってからは、WHOISからメールアドレスを収集して一方的にスパムメールを送付する事例が多発した。世界的な個人情報保護意識の高まりにより、日本では2003年に個人情報の保護に関する法律が施行され、個人情報保護が意識されるようになり、WHOISの公開情報をレジストラやリセラー名義に代理公開するサービスが提供されるようになった。2013年にはグレーゾーンであったWHOISの代理名義での公開が「プライバシー及びプロキシ登録に関する仕様」でICANNにより容認された。
2018年のEU一般データ保護規則（GDPR）により、WHOISで公開されている個人情報についても抜本的に改正、原則として非公開の扱いとなり、WHOIS上で公開される個人(団体)情報部分は「redacted」と編集して公開するなど公開情報の規制が強化された。なお、WHOISやRDAP上では公開されないものの、引き続きレジストリ(レジストラ)は所要の個人情報（登録者と、管理・技術・請求担当者の4つ）を収集記録しており、「登録データ要求サービス／Registration Data Request Service (RDRS)」で申請を行い、正当な事由を有すると認められた場合、非公開登録情報の開示を受けることができる。
2025年8月21日までに、ICANNの「登録データポリシー／RDP(Registration Data Policy)」(2024年2月21日に公開)に、すべてのレジストラが準拠することを義務化した。これにより、ドメイン登録の際に必須で記録されていた「登録者」「管理者」「技術管理者」「請求先」の4項目が、「登録者」と「技術担当者（任意）」の2項目のみ記録となり、その他の項目は削除される（同日以降削除項目はレジストリでの記録も受付されない）こととなり、更に個人情報保護が強化された。
同時に、「登録者組織名」の部分の運用が任意入力になるとともに厳格化された。従来は個人所有のドメイン名では慣習的に入力されていた「代わりの文字（個人名やPersonal等）」は不要となり、登録者組織名に記録がある場合は、「その名称の組織」が法的なドメイン名の登録者であるとみなされることとなったため、個人登録のドメイン名では組織名を削除する必要がある。(改正RDP：6.6.2登録者の組織名がドメイン名登録者と見なされること。）

## ThinモデルとThickモデル
WHOIS情報を格納する方法は二種類に分類できる。Thinレジストリ、Thickレジストリと呼ばれるが、ここではThinモデルとThickモデルとして解説する。Thickモデルでは、特定のレジストリ情報を1台のサーバに全て登録しておく（たとえば1台のサーバで、すべての.orgドメイン領域のクエリを実行することができる）。Thinモデルでは1台のWHOISサーバに、検索可能な全ての詳細データが登録してあるWHOISサーバ群の名前を登録しておく（たとえば、.comのドメイン情報が登録された WHOISサーバ群にWHOISのクエリを任せる）。（1台のWHOISサーバのみに接続する必要がある場合には）通常はThickモデルの方が一貫したデータとわずかながら速いクエリを確実にする。
もしWHOISクライアントがクエリに対してレスポンスを返せなかった場合、エンドユーザーに対する結果の表示はわずかなものとなる（WHOISサーバの情報と、おそらくは最低限の情報のみ）。WHOISクライアントがレスポンスできる場合、登録者についての詳細な情報が全て表示される。なお、WHOISプロトコルはThinモデルとThickモデルを区別する方法を規格に含んでいない。
登録情報を正確に格納するためには、ドメイン名を管理するレジストリ組織での変化を記録する必要がある。いくつかのトップレベルドメイン（.comや.netを含む）は、ThinモデルでWHOISを提供している。いくつかのレジストリ組織では、顧客に対してデータのメンテナンスを提供している。他のレジストラ（.orgを含む）はThickモデルでWHOISを提供している。
なお、日本においてはJPRSが主なドメイン名に関するレジストリ組織となり、WHOISも提供している。IPアドレスおよびAS番号に関するWHOISはJPNICが提供している。

## クエリの例
wikipedia.orgのWHOISクエリ結果を下記に示す。
```
Domain ID: D51687756-LROR
Registrar WHOIS Server: whois.markmonitor.com
Registrar URL: http://www.markmonitor.com
Updated Date: 2020-10-15T22:29:57Z
Creation Date: 2001-01-13T00:12:14Z
Registry Expiry Date: 2023-01-13T00:12:14Z
Registrar Registration Expiration Date:
Registrar: MarkMonitor Inc.
Registrar IANA ID: 292
Registrar Abuse Contact Email:
abusecomplaints@markmonitor.com
Registrar Abuse Contact Phone: +1.2083895740
Reseller:
Domain Status: clientDeleteProhibited
https://icann.org/epp#clientDeleteProhibited
Domain Status: clientTransferProhibited
https://icann.org/epp#clientTransferProhibited
Domain Status: clientUpdateProhibited
https://icann.org/epp#clientUpdateProhibited
Registrant Organization: Wikimedia Foundation, Inc.
Registrant State/Province: CA
Registrant Country: US
Name Server: NS0.WIKIMEDIA.ORG
Name Server: NS1.WIKIMEDIA.ORG
Name Server: NS2.WIKIMEDIA.ORG
DNSSEC: unsigned
```

WHOISフォーマット統一化前の独自フォーマットの例（whois.networksolutions.comから/2002年に取得したものを個人情報等を削除して加工)
```
Registrant:
Last, First
    Address
    City, State/Province PostalCode
    JP

    Domain Name: EXAMPLE.ORG

    Administrative, Technical Contact:
        Last, First  first@EXAMPLE.ORG
        EXAMPLE Organization
        Address
        City
        State/Province
        PostalCode
        JP
        +81 * **** ****

    Record last updated on 19-Dec-2001
    Record expires on 27-Dec-2003
    Record created on 27-Dec-1998
    Database last updated on 11-Jan-2002 15:00:24 EST

    Domain servers in listed order:
    NS1.EXAMPLE.ORG    192.0.2.1
    NS2.EXAMPLE.ORG    203.0.113.1
```

### クエリの変化
WHOISは時代の流れに応じ、その形が変化している。下記に変更点を紹介する。
- 独自形式からの脱却 2013年のICANNレジストラ契約でWHOISフォーマットが示されるまで、WHOISで応答されるフォーマットは上の例のように必要項目さえ具備していれば自由であった。しかし、レジストラ移転（ドメイントランスファー）などの際の登録者に対する電子メール確認や、SSL用電子証明書発行の際のドメイン登録者への確認などのの手続きで、フォーマットが不統一であるためにソフトウェアによる自動処理が困難となっていた。そのため、ICANNはより機械処理しやすい統一フォーマットに移行し、2013年中に統一書式への対応を完了させている。[21]
- 悪用連絡先の追加 ドメイン名がスパム、フィッシングなどの悪用な通信に用いられている場合、その他ドメインの運用に問題がある場合、従来は登録者等が対応する必要があった。しかし、悪用をしている者が故意に悪用をしているのであれば、通報に対して対応されることはなく、悪用に対する被害が止められない状況が生じていた。そのため、ICANNはレジストラ契約を変更し、レジストラに対して悪用連絡先をWHOIS上に追加し、悪用報告に直ちに適切な対応を取るように義務化した。[22]この悪用連絡先の追加は、2013～2017年の間に完了されている。詳しくは「問題点－プライバシーと悪用」の項を参照。
- EPPステータスコードの統一化と解説URLの追加 前述の「独自形式からの脱却」によるWHOISフォーマットの統一化以前は、ドメインの状況を示すステータスコードもレジストラにより様々で統一されていなかった。例えば、現在の「OK」は「ACTIVE」[23]、「clientTransferProhibited」は「Locked」[24]や「TRANSFERPERIOD」[25]のように統一されておらず、また、そもそもステータスコードを記録しないレジストラ[26]もあった。そのため、ICANNはドメインのステータスコードを統一するとともに、一般にもステータスコードの意味を正しく理解してもらうために、WHOISのステータスコードの出力に解説のURLを含めるように仕様を変更した。[27]この変更は、2014～2016年の間に完了されている。
- プライバシー配慮のための個人情報の秘匿化 「WHOISとプライバシー」の項を参照。

## WHOISサーバへのクエリ

### コマンドライン・クライアント

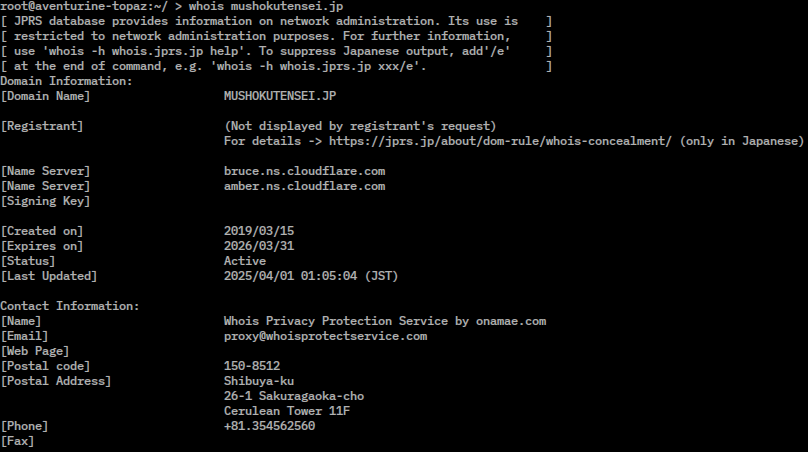
LinuxコマンドラインでのWHOISクエリの例

初期のWHOISサーバへのアクセス方法は、コマンドラインのみであった。ほとんどの場合、UNIXまたはUNIX系のOS上で動作した。WHOISクライアント・ソフトは、開発当初から現在に至るまでオープンソースで供給されている。商業ベースのUNIXでは、独自のWHOISクライアントが実装されている（たとえば、SunのSolarisには、Sunが開発したWHOISクライアントが含まれている）。
一般的なWHOISコマンドライン・クライアントは、WHOISクエリのため、どのサーバに接続するかをオプションで選ぶことができ、デフォルトでどのサーバに接続するかを変更するには、再コンパイルで対処することになる。さらに別オプションとして、どのポートで接続するか、デバッグ用データを表示するかどうか、再帰的照会をするかしないかといったものがある。
大部分のTCP/IPクライアント・サーバアプリケーションと同様、WHOISクライアントはユーザーの入力を待ち、接続先サーバにIPソケットを開ける。WHOISプロトコルは適当なポートでクエリを送り、応答を待つ。そして、応答をユーザーに表示して終了するか、さらに入力を待つ。WHOISプロトコルに関する詳細な情報はRFCで見つけることができる。
GNUプロジェクトの jwhoisクライアントは、他の多くのWHOISクライアントとは違い、WHOISクエリの照会先を登録できるコンフィギュレーション・ファイルを持っている。この仕組みにより、参照／再帰的照会ロジックをソースコード外に出し、かつインターネット・インフラの変更にも素早く追従できるという特色を持った。

### グラフィカル・クライアント
WHOISサーバから来るデータのすべてがテキストである上に、プロトコルは静的なものであることから、「グラフィカル」という項目は誤解を招くかもしれない。WHOISサーバにはインタラクティブという言葉は当てはまらない。この節において「グラフィカル・クライアント」とは、グラフィカルユーザインタフェース (GUI) を備えたOS上で動作するWHOISクライアントを指す。
Windowsで動作するポピュラーかつフリーなWHOISクライアントは、Sam-Spade packageの一部であって、「ホットリンク」が作られるようになっている（たとえば、WHOISクエリの結果の一部をクリックすることで、新しいクエリを実行することができる）。
もう一つのポピュラーなWindows用WHOISクライアントは Active Whois である。このツールはWHOISクエリと、WHOISホスト検索のためのDNS検索ロジックを組み合わせたもので、ThickモデルとThinモデルの両方に対応している。Sam-Spade同様、クエリ結果をホットリンクとして出力する。

### ウェブベース・クライアント
World Wide Webの急速な発展による、ウェブ上での情報の一般化、特にネットワーク・ソリューション寡占の緩みに伴い、ウェブ経由でのWHOISクエリは一般的になりつつある。もっとも初期のウェブベースWHOISクライアントは、単にインタフェースをウェブとしただけの、コマンドラインWHOISクライアントに対するフロントエンドに過ぎず、必要に応じて出力結果を整形するか消去するのみであった。
現状では、直接WHOISクエリを入力し、表示のために整形された結果が得られるものが一般的である。多くはレジストラによって提供されている。しかし、オープンソース・クライアントも存在する。例えばGeekTools、Whois Proxyなど。
ウェブベース・クライアントの必要性は、コマンドラインWHOISクライアントが当初UNIX（系）と大型機にしかなく、WindowsやMacintoshはWHOISクライアントを備えていなかったため、レジストラは潜在的顧客のためにWHOISデータベースへのアクセス手段を見つけなければならなかった。専用アプリケーションとしてのWHOISクライアントツールが各OSに現存する今でも、多くのエンドユーザーはウェブベースのWHOISを利用している。

### Perl モジュール
WHOISサーバとともに、Perlで作られたWHOISクライアントが存在する。これらの多くは、現在のWHOISサーバに対する全機能を備えている訳ではない。または、あまり流通していない。しかし、AS番号や登録者情報の検索には大いに役に立つ。

## 問題点

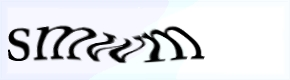
スパマー対策にCaptchaを利用する例もある

- プライバシーと悪用

前述のとおり、現在のWHOISは個人情報保護を念頭に置き、無制限な一般公開の抑制、登録時に収集とされる個人情報を削減するなど、プライバシーに配慮している。
現在の制度では、問題が疑われる（不正利用等）ドメインについて、登録者等に直接連絡するのではなく、WHOISに登録されているレジストラ（登録業者）の悪用報告先（Registrar Abuse Contact）に報告する。当該レジストラは、適切な調査および対応のための合理的な措置を速やかに講じることを義務とされているため、登録者に直接連絡を取る必要はなく、情報を無制限に一般公開する意義は薄れている。
しかし、過去のWHOISの応答には登録者等の個人情報が無制限で公開されており、大部分のTLDではインターネット上で誰でも簡単にその情報を入手することができた。
上記のクエリ結果の例でいえば、「Registant」の項目に登録者の住所・氏名・電話番号などの個人情報が含まれており、これが中小企業や大企業であれば問題にならないが、個人が運営するドメインで個人情報が知られるのは問題であった。
公開されている情報も本来の特定のドメイン登録者情報等を確認するという目的を超えて、誰がどのドメインを持っているかを調べたり、WHOISの応答の内容を無許可でウェブ上に転載するなどの問題が発生している。
何らかの理由（プライバシーや犯罪行為）により個人情報を隠したい場合に、不十分（偽）な個人情報で登録することや、ICANNが定めていない方式や業者の代理名義で登録するなど、本来のWHOISの役割を果たさなくなってきているケースも出ていた。WHOIS（レジストリ及びレジストラ）に登録されている情報が権利の公示の役割も果たしていおり、再販業者（リセラー）と連絡が取れなくなった場合、登録名義が正確でないとそのドメインの登録者であることの証明が困難となり、登録者としての権利そのものを失う恐れがある。また、不正確（正規の方法を用いていない代理名義を含む）な情報を登録されているドメインはレジストラによりドメインを停止される。
- スパムメール

しばしばスパム送信者（スパマー）がWHOISクエリからプレーンテキストで電子メール情報を収集する。WHOIS検索を提供しているレジストラの一部は、対策としてCAPTCHAを利用し、画像に描いてある文字列を入力しないとクエリができないようにしている。
- 国際化

WHOISを含むインターネットドメイン名に関するあらゆる仕組みは、ASCII文字のみを利用することを前提として設計されている。そのため、2003年までは日本語などの多言語をドメイン名に含めることはできなかったが、Punycode(RFC 3412)へ変換する仕様が整い、国際化ドメイン名として、ドメイン名に日本語を含む多言語を用いることができるようになった。ただし、WHOIS検索にそのまま国際化ドメイン名を用いることはできず、Punycodeに変換してクエリを送る必要があるが、WebベースのWHOISクライアントでは、自動的にPunycodeへ変換できることがほとんどであるため、一般ユーザーがコード変換を意識することは少ない。この問題はドメイン名に関する他の仕組み（DNSやアプリケーションでの処理）にもあり、単にWHOISのみが多言語に対応すればよいというものではない。
- 非機械的な階層管理

WHOISは、最上位のIANAのWHOISサーバー(whois.iana.org)から順次下位のWHOISサーバーに問い合わせをしていくことにより、目的のドメイン名のWHOIS情報にたどり着くことができる。ルートサーバーから下位に検索していくDNSと類似する方式であるが、WHOISはDNSのように機械的に処理することを目的したプロトコルではないため、次項のフォーマットの相違により、機械的に処理することは向いていない、人間に理解しやすい形のテキストフォーマットが応答される。ドメイン名WHOIS情報の正式な検索手順は、トップレベルドメインをIANAのWHOISサーバーで検索し、応答からレジストリのWHOISサーバーを特定してから、レジストリのWHOISサーバーに対して改めて検索する必要がある。上項で解説しているThinモデルの場合は、更にレジストラのWHOISサーバーに対して検索をする必要も生じるが、通常は3階層程度である。
- WEBベースのWHOISクライアント(検索)では、開発者の実装方法により、「レジストリ又はレジストラの片方」又は「両方を表示」の仕様が混在しており、参照されたサーバーのデータにより応答が異なるという問題点がある。基本的には末端の方がより詳しく最新の情報が応答される。近年の個人情報保護により、個人情報の部分は削除されていることもある。正確な情報が必要な場合は、レジストリ又はレジストラが運用しているWHOIS検索を利用するか、自ら上記手順によりWHOIS検索する必要がある。
- インターネットドメイン名は、IANA→レジストリ→レジストラ→リセラーの順により階層管理されている。普段一般の利用者がドメイン登録等による接するのは、レジストラ又はリセラーであることがほとんどである。レジストリはトップレベルドメインごとに１つ団体のみであるが、レジストラやリセラーは複数存在する。レジストリは、IANAから委任されたトップレベルドメインの技術的な維持管理(DNS/WHOISサーバーの管理)やドメイン名の発行管理を主な業務とし、国際的かつ公共性の高い業務であるため、厳格な審査により決定され、一般顧客からの登録募集は行わない。レジストラはドメイン名の登録業者として、IANAに登録されており、一般顧客からの登録を受け付け、レジストリに管理情報を送信し、自らが受け付けたドメインのWHOISサーバーを運用する。リセラーは、一般顧客からの登録受付と、レジストラに対して管理情報を中継する業務である。
- 仮に求めるデータを持たないWHOISサーバーにアクセスした場合、単に「該当なし」程度の応答があるのみで、どこが管理しているのか等の情報は一切返されないため、IANAのルートサーバーから順に正しいWHOISサーバーをたどる必要があるが、類似プロトコルのRWhoisはこの弱点を改良し、どこのRWhoisサーバーにアクセスしても適切なサーバーにリダイレクトされるようになっている。

- フォーマットの相違

WHOIS応答は、人間に判読しやすいテキストフォーマットであるため、レジストリ（レジストラ）によって、WHOISクエリに対する応答のフォーマットが大幅に異なることが多かった。
ドメイン移管など一部手続きにおいては、WHOIS上の登録者への電子メールによる確認が必要であり、任意フォーマットでは正しく機械処理できないことががボトルネックとなる点があった。2016年発効のICANNのアドバイザリーで、WHOISフォーマットの標準形式が示されてからは、テキスト形式でありながら統一された機械処理のしやすいフォーマットへ移行されている（ただし、ccTLDは対象外）。しかし、機械処理が容易になったことによりWHOIS情報からの多くの個人情報（主にメールアドレス）収集がされ、スパマーへの手助けとなっていた。フォーマット相違の問題は、後継のRDAPプロトコルにより、メールアドレスの収集については前述の個人情報保護の仕組みの見直しにより、改善されている。

## 廃止状況
前述のとおり、2025年1月より、gTLDレジストリ及びレジストラはgTLDドメインでのWHOISプロトコルによるディレクトリサービスを提供する義務がなくなり、後継のRDAPを提供することとなった。以下にWHOISプロトコルを廃止したレジストリ（レジストラ）を記載する。
- Googleがレジストリとして管理しているすべてのドメイン　－　2025年4月11日にIANAデータベースからWHOISサーバーが削除された。[30][31]
- Identity Digitalがレジストリとして管理しているすべてのドメイン　－　2025年8月10日頃から、WHOISによるクエリが返されなくなった。ただし、レジストリではなく、委託を受けて同社がオペレータとして管理しているドメイン(.asia等)については、WHOIS検索が可能である。[32]

### RFC
- RFC 812 - NICNAME/WHOIS（1982年, 廃止）
- RFC 954 - NICNAME/WHOIS（1985年, 廃止）
- RFC 3912 - WHOIS protocol specification（2004年, 現行）